# موهیلیف-پودیلسکیی
موهیلیف-پودیلسکیی (به اوکراینی: Могилів-Подільський) شهری در استان وینیتسیا در کشور اوکراین است. جمعیت این شهر ۳۰,۱۸۶ نفر (۲۰۲۱ تخمینی)است.

## نگارخانه

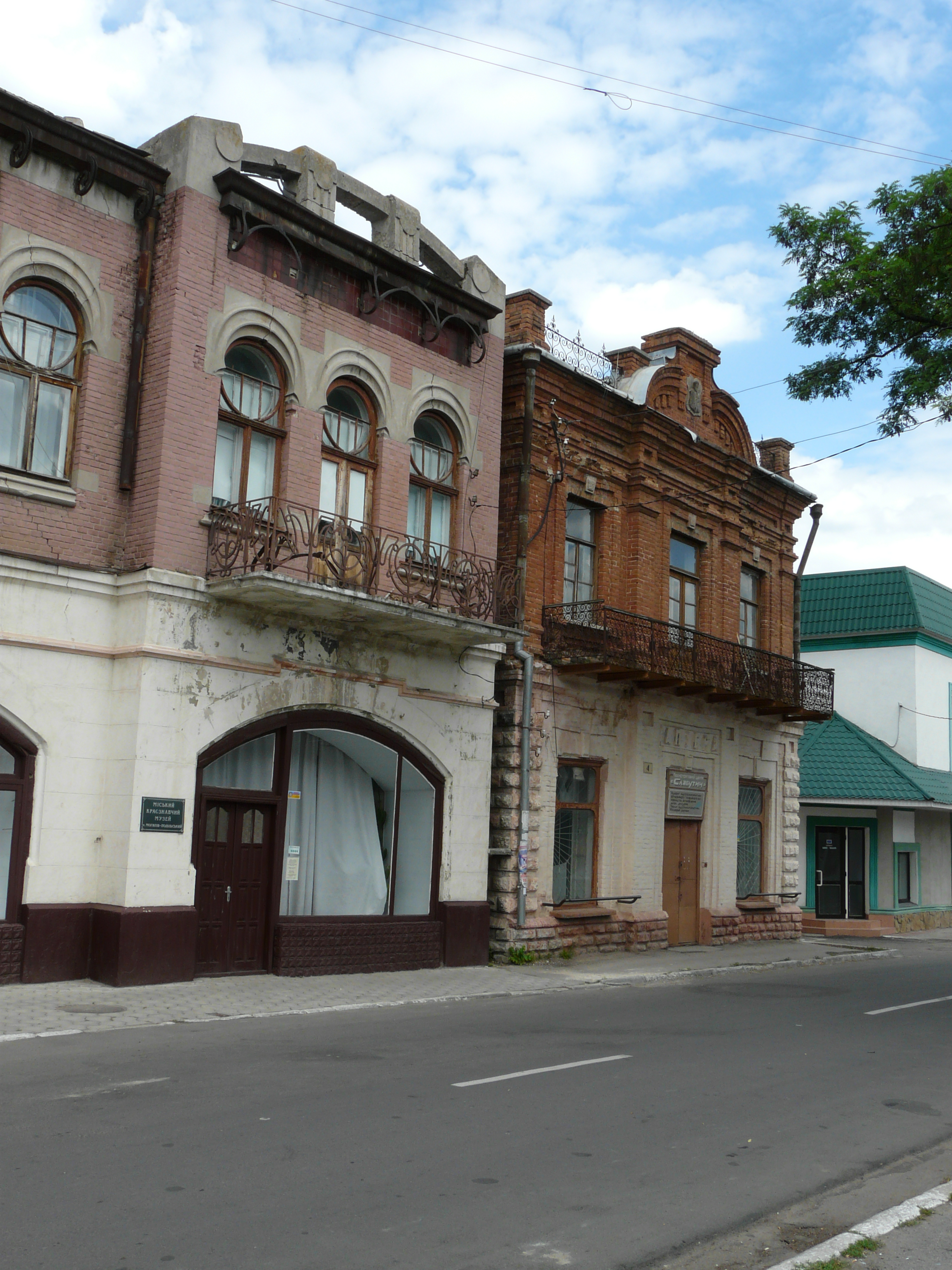
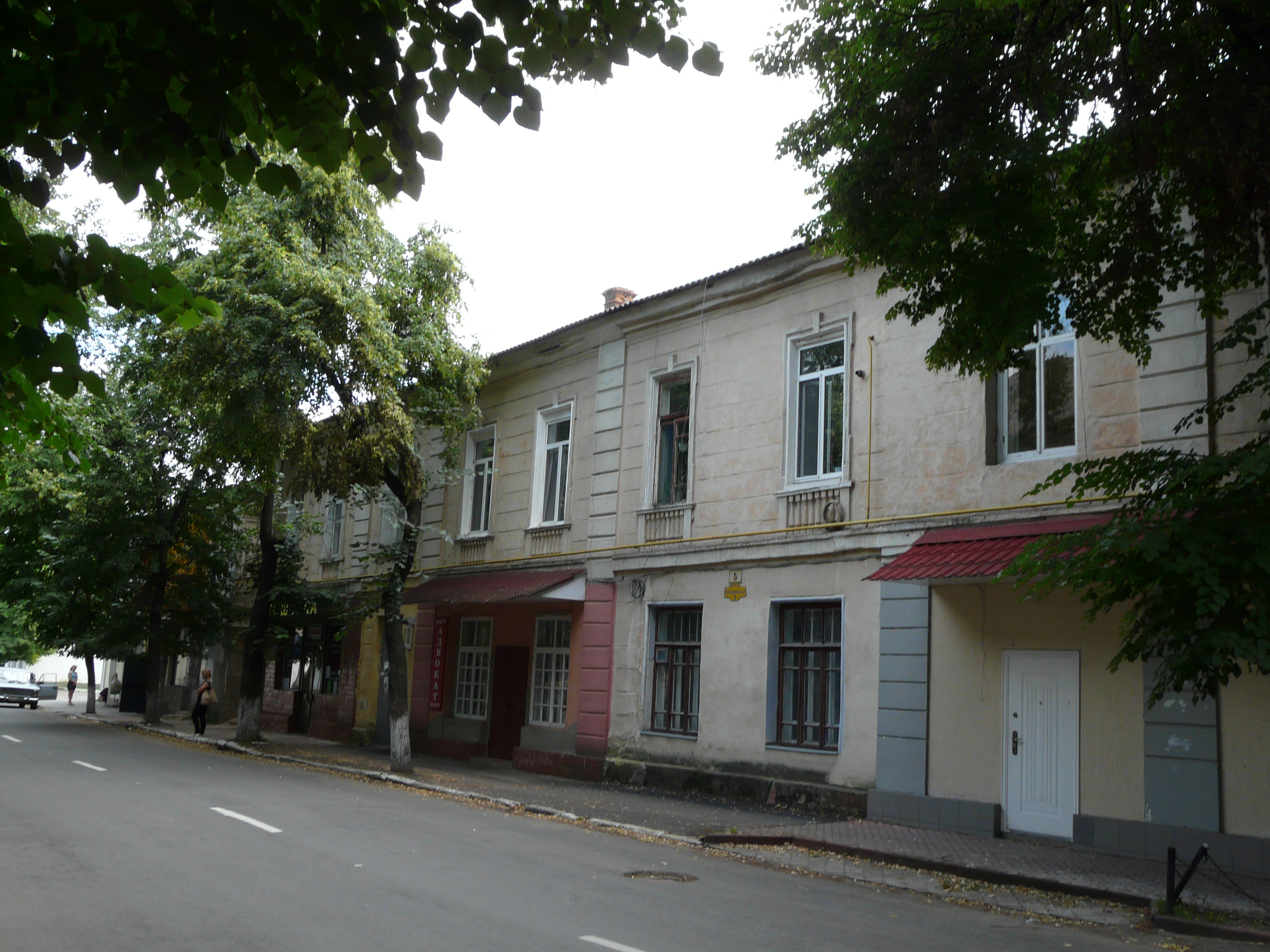
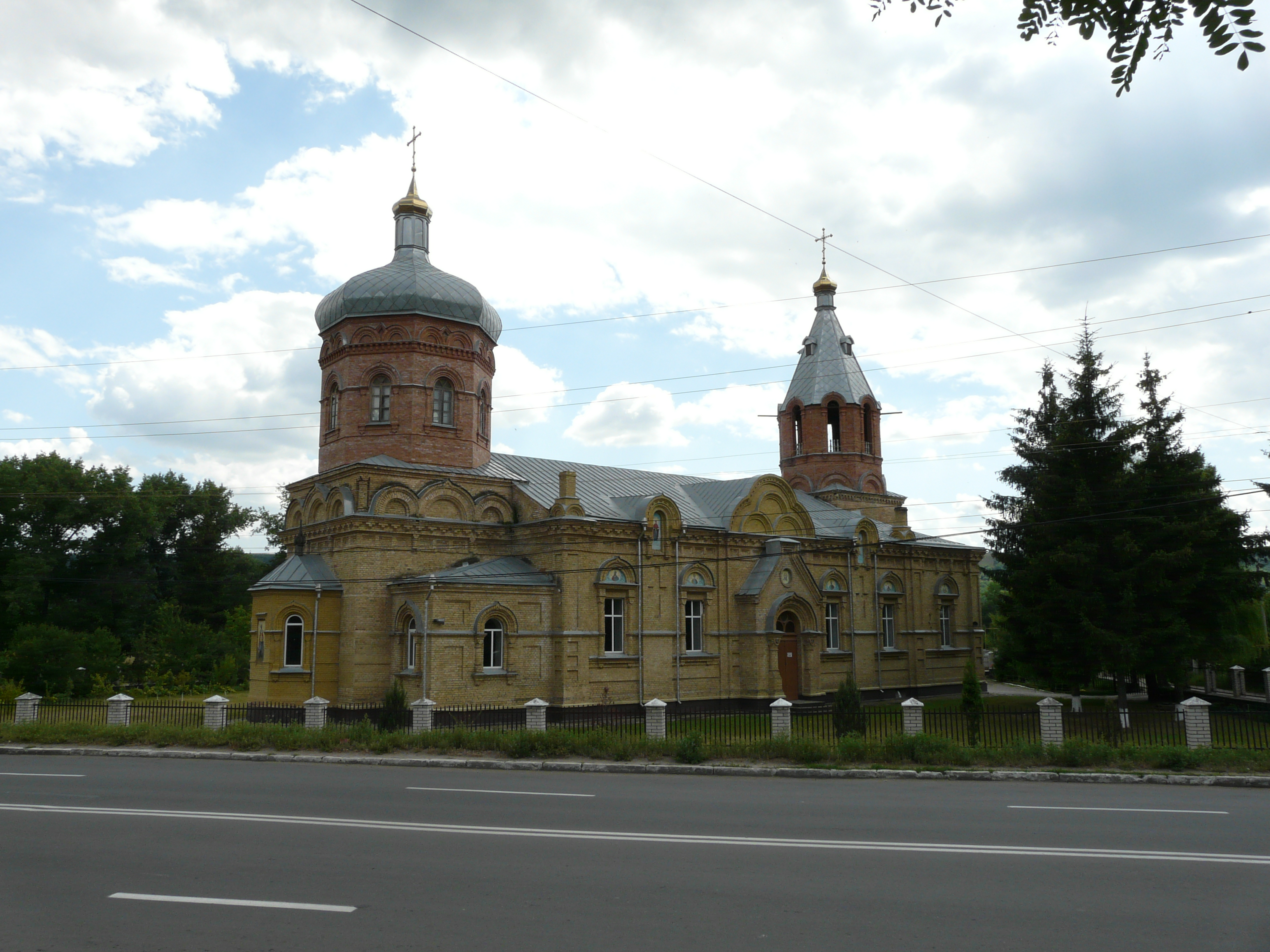
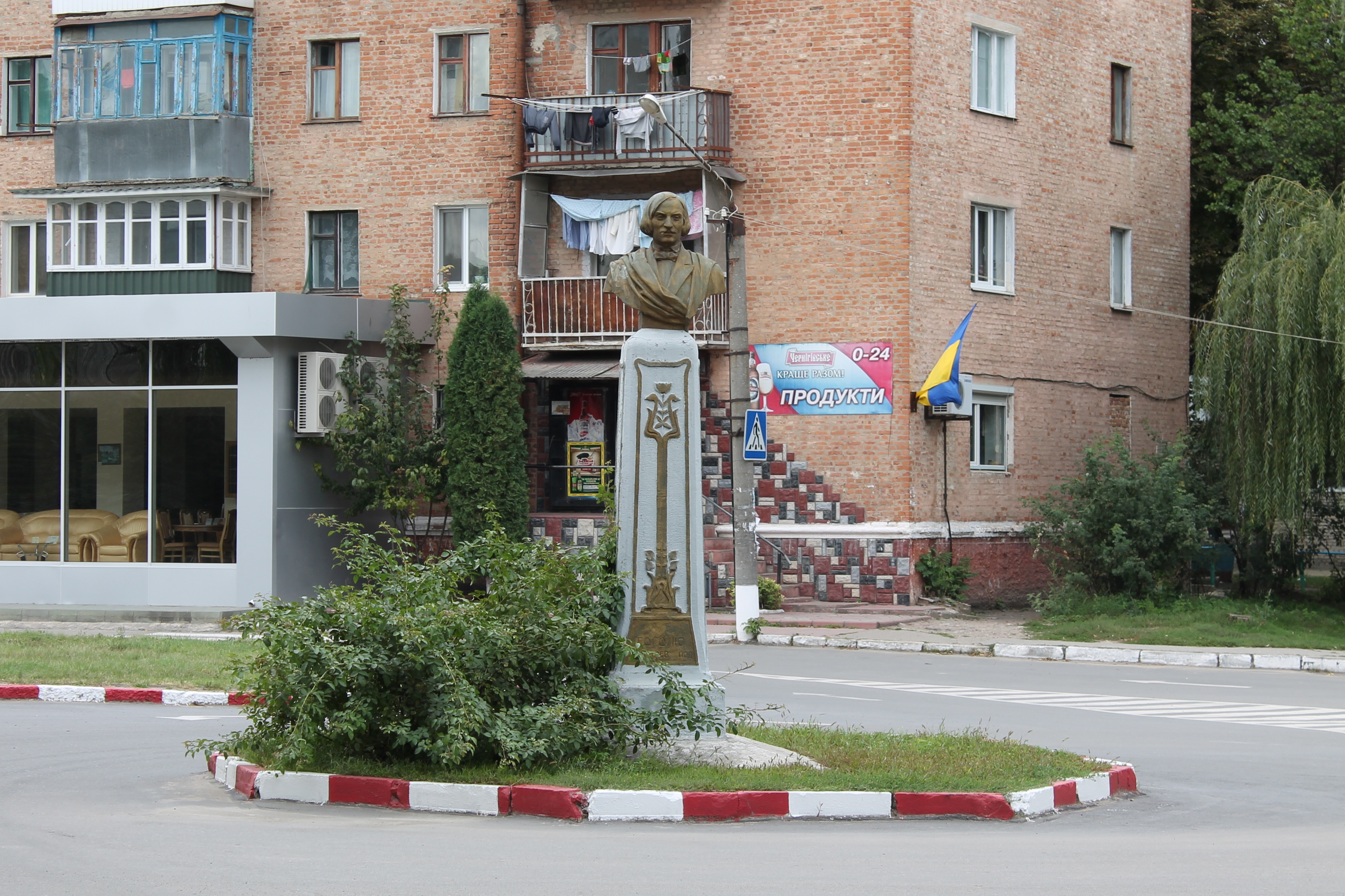
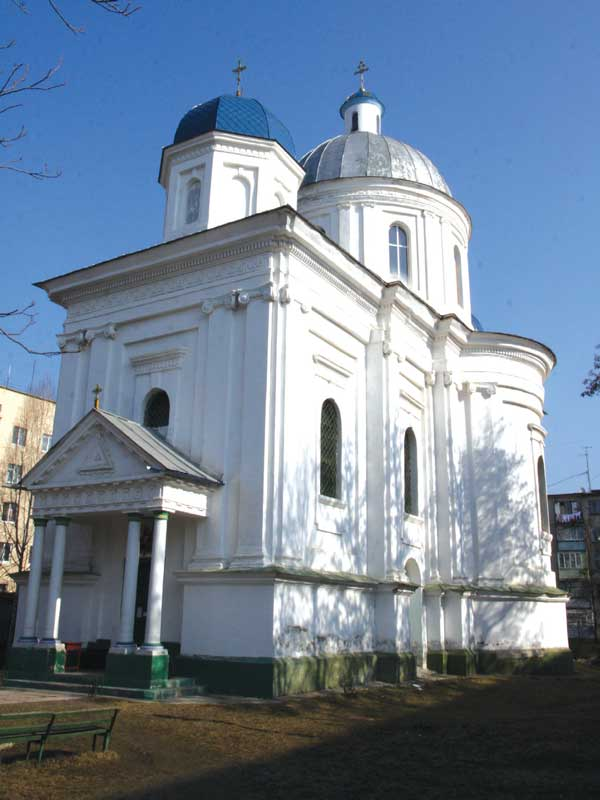
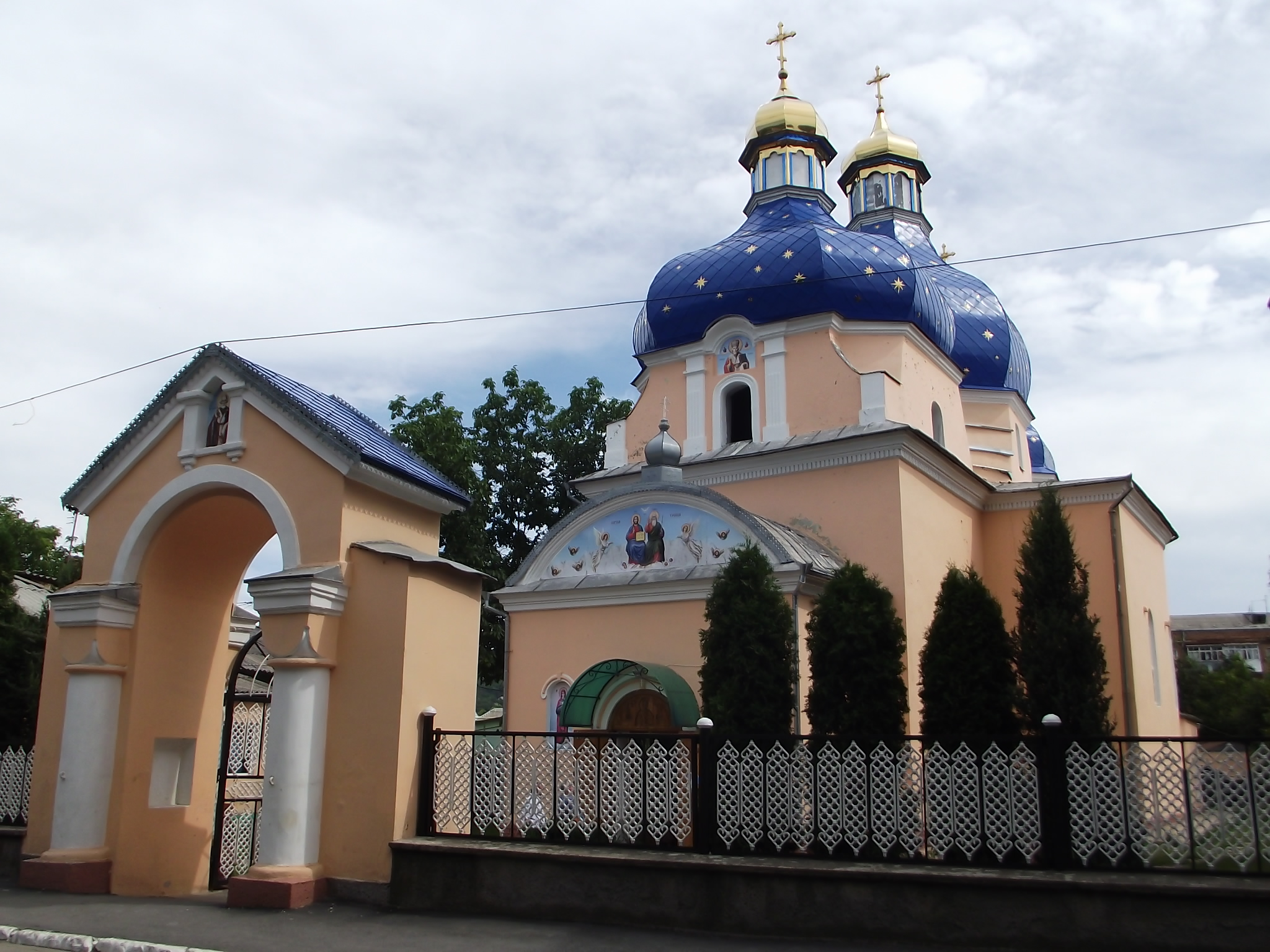
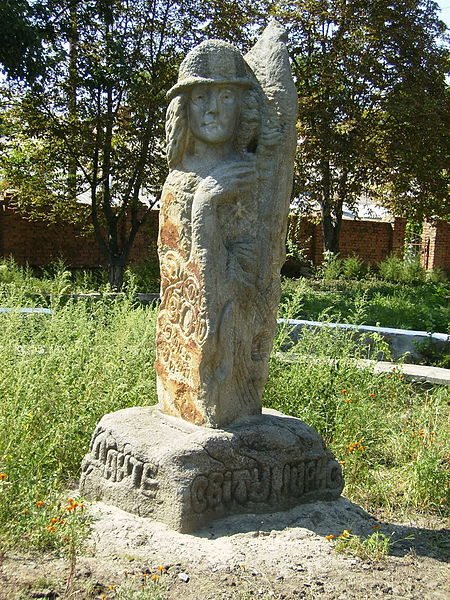